# Chouara-Gerberei

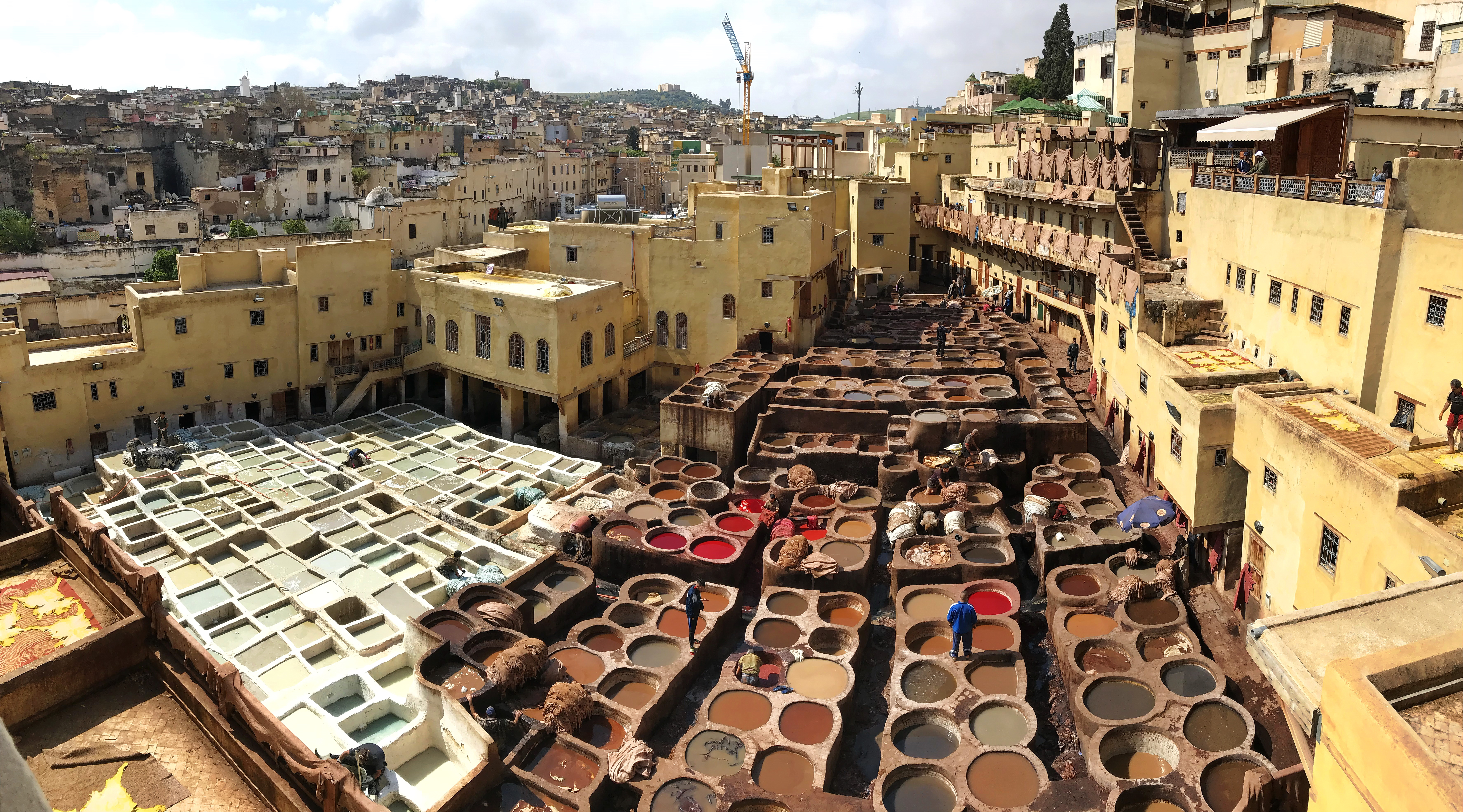
Chouara-Gerberei

Die Chouara-Gerberei (arabisch دار شوارة, DMG Dār Šawāra) in der Medina von Fès el-Bali, Marokko, gehört, trotz des von ihr ausgehenden Gestanks, zu den meistbesuchten Sehenswürdigkeiten der Stadt.

## Lage
Die Chouara-Gerberei liegt – umschlossen von den Häusern der Altstadt – nahe dem kanalisierten Oued Fès. Die Qarawīyīn-Moschee und die sie umgebenden Koranschulen (madāris) befinden sich etwa 350 m (Fußweg) westlich.

## Geschichte

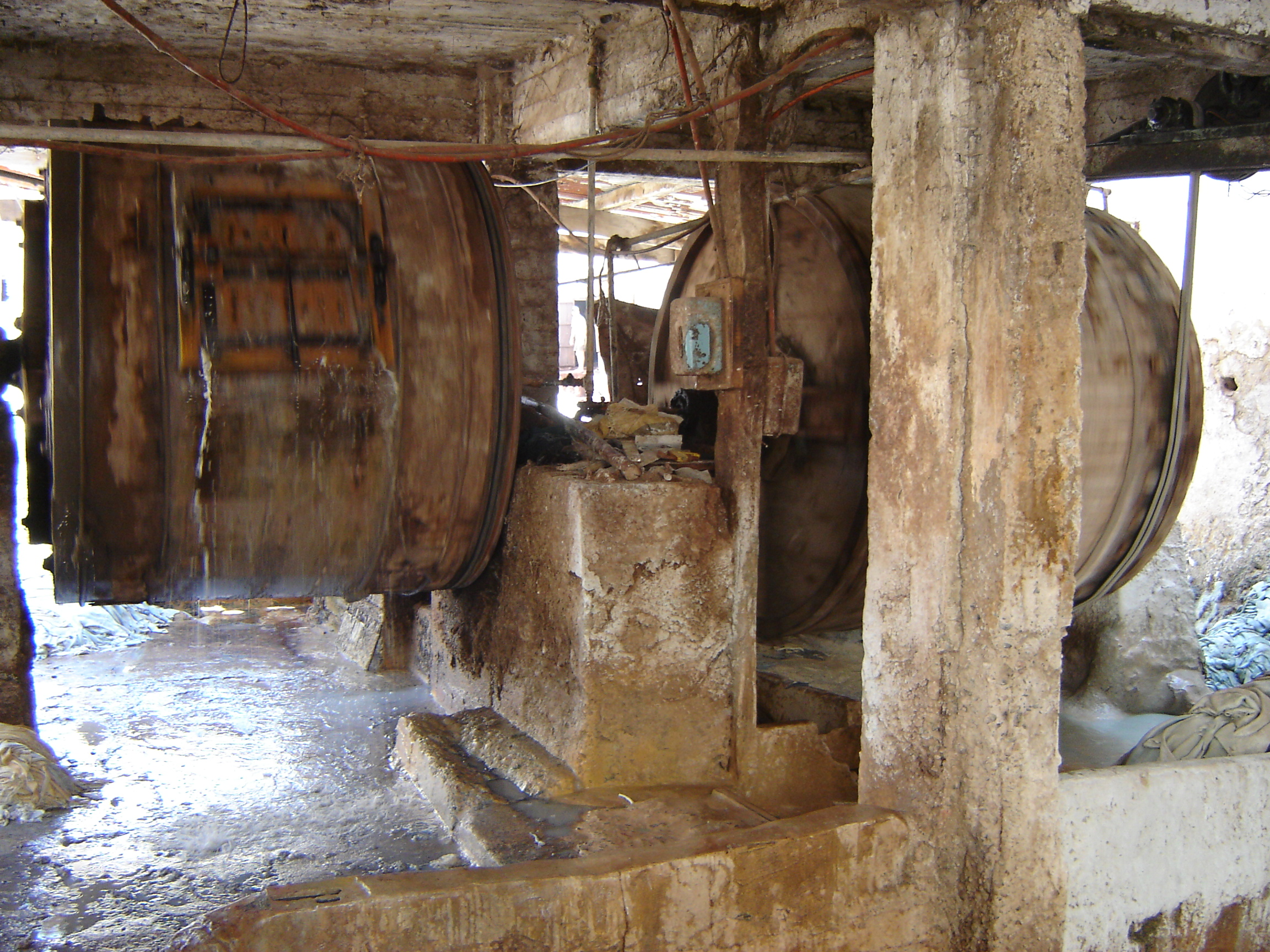
Walkbottiche

Die Ursprünge der Gerbereien von Fès liegen im Dunkeln; lokale Traditionen führen sie bis in die Zeit der Stadtgründung im 9. Jahrhundert zurück, denn einen Bedarf an Leder für Stiefel, Sandalen, Gurte, Sättel etc. gab es in jeder größeren Stadt. Auch wurden hölzerne Truhen zwecks Abdichtung nicht selten mit Leder verkleidet. Darüber hinaus fand Leder auch im militärischen Bereich (z. B. für Rüstungen) Anwendung. Die marokkanischen Gerbereien waren schon im Mittelalter berühmt – so gibt es Berichte über den Transport von Leder oder Lederprodukten bis ins ca. 4000 km entfernte Bagdad. 
Während in Europa die meisten Gerbereien in der beginnenden Neuzeit aus den Städten verbannt und im 20. Jahrhundert in Länder der Dritten Welt verlagert wurden, blieben in Nordafrika noch zahlreiche Betriebe erhalten. In Marokko finden sich Gerbereien u. a. in den Städten Tétouan und Marrakesch.

## Sonstiges
Zur Gerberei gehören nicht nur die weißen und farbigen Becken im Zentrum der Anlage; vielmehr dienen die Erdgeschossbereiche der angrenzenden Häuser der Enthaarung und dem Walken der zuvor über Wochen in Kalklaugen etc. eingeweichten Ziegen- oder Schaffelle. Die farbigen Becken dienen dagegen der Färbung des Leders. In den oberen Geschossen sind oft Verkaufsgeschäfte untergebracht, in die geruchsempfindliche Touristen von Schleppern gerne hineingelockt werden.